# Dopravní policie

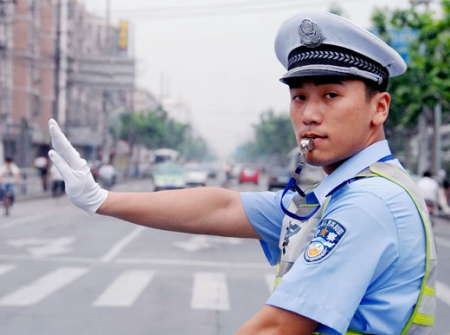
Čínský dopravní policista

Dopravní policie je služba zřízená primárně k dohledu nad provozem na pozemních komunikacích a k vynucování pravidel za účelem zajištění bezpečnosti a plynulosti tohoto provozu. Postavení dopravní policie, vymezení pravomocí a povinností, vztah k jiným bezpečnostním složkám, ale i oficiální název mohou právní řády různých zemí upravovat odlišně.

## Česká republika
V Česku je dopravní policie definována jako jedna ze služeb Policie České republiky – služba dopravní policie. Je metodicky řízena Ředitelstvím služby dopravní policie, v jejímž čele stojí ředitel, který podléhá prvnímu náměstkovi policejního prezidenta. V rámci jednotlivých krajských ředitelství policie jsou odbory služby dopravní policie, které přímo řídí oddělení silničního provozu (vyjma KŘP hl. m. Prahy, kde je místo oddělení silničního dohledu zřízeno oddělení řízení dopravy). Dále odbory služby dopravní policie přímo řídí dálniční oddělení. Odbory služby dopravní policie jsou kromě toho metodicky nadřízeným orgánem pro další základní organizační články služby dopravní policie, kterými jsou dopravní inspektoráty na úrovni jednotlivých územních odborů, městských a obvodních ředitelstvích. Dopravní inspektoráty jako základní články zajišťují silniční dohled nad bezpečností a plynulostí silničního provozu a zajišťují výjezdovou službu, která šetří dopravní nehody. Dále se dopravní inspektoráty zabývají dopravně inženýrskou činností.
Policisté ve službě dopravní policie mají obecně stejné pravomoci jako policisté zařazení v jiných složkách Policie ČR (proto mohou provádět obecné služební úkony a zákroky – například kontrolu totožnosti osoby, zajištění osoby apod.). Tyto pravomoci jsou vymezeny jednak zákonem o Policii ČR a dále především zákonem o provozu na pozemních komunikacích. Mezi základní činnosti, které jsou policisté oprávněni provádět a které souvisejí se silničním provozem, patří:
- Řízení provozu
- Zastavování vozidel.

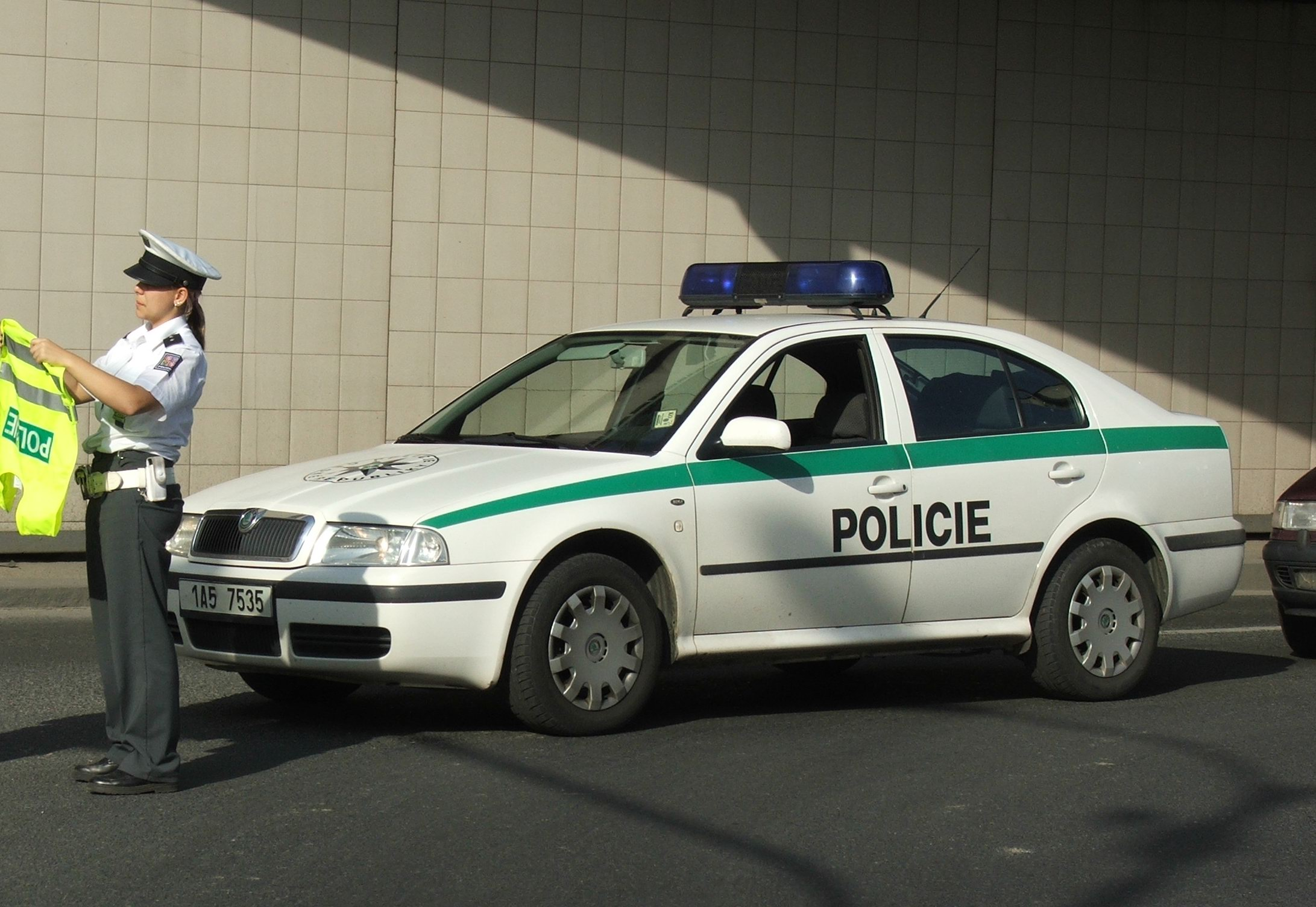
Policistka ze služby dopravní policie u služebního vozidla ve starším barevném provedení

- Kontrola řidičů, zda nejsou ovlivněni alkoholem nebo jinými návykovými látkami
- Kontrola dokladů řidičů, vozidel, případně nákladu
- Kontrola technického stavu vozidel a provádění technických silničních kontrol. V případě, že je na vozidle zjištěna vážná nebo nebezpečná závada, mohou vozidlu omezit technickou způsobilost. V případě nejzávažnějších závad mohou zadržet osvědčení o registraci vozidla
- Kontrola hmotnosti vozidel a zatížení náprav.
- Měření rychlosti vozidel
- Zadržení řidičského průkazu v zákonem uvedených případech
- Zabraňování v odjezdu vozidel (odtažením nebo přiložením technického prostředku), zajišťování odtahu vozidel, odstraňování překážek v silničním provozu
- Šetření dopravních nehod
- Ukládání pokuty příkazem na místě
- Vybírání kaucí, pokud by hrozilo, že se řidič bude vyhýbat správnímu řízení